# Piscina longa (50 m)

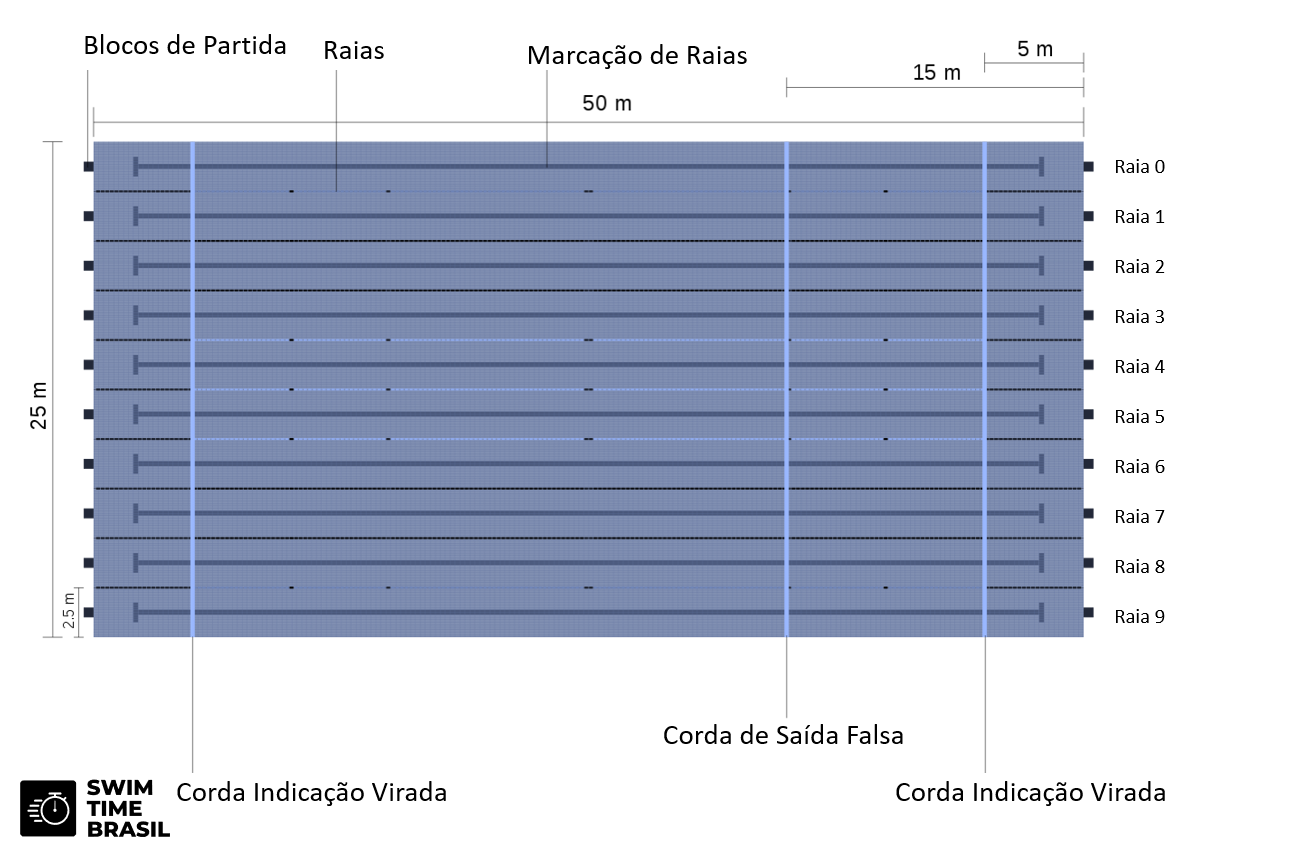
Diagrama da piscina

Uma piscina longa ou piscina olímpica é um tipo de piscina de 50 metros que obedece às regulamentações impostas pela Federação Internacional de Natação (World Aquatics). Este tipo de piscina é comumente utilizado para eventos competitivos de natação, como: Jogos Olímpicos, Campeonatos Mundiais de Natação, entre outros.

## Especificações
A World Aquatics estabelece as seguintes especificações para as piscinas longas:
| Comprimento:         | 50 metros                                                        |
| Largura:             | 25 metros                                                        |
| Número de raias:     | 8 + 2 utilizadas eventualmente                                   |
| Largura das raias:   | 2,5 metros                                                       |
| Temperatura da água: | 25°C a 28°C                                                      |
| Intensidade da luz:  | >1 500 lux                                                       |
| Profundidade:        | 2 metros                                                         |
| Volume:              | mínimo 2 500 m3 ou 2 500 000 de litros (depende da profundidade) |

## História
Esta versão da piscina longa estreou nos Jogos Olímpicos de Verão de 2008. Antes, os Jogos Olímpicos de Verão apresentavam o percurso mais tradicional com somente oito raias com uma profundidade de cerca de 2,10 metros. A nova piscina foi projetada para proporcionar vantagens aos nadadores. Aumentando o número de raias de oito para dez, criam-se "raias intermediárias", ajudando a absorver as ondas geradas pelos movimentos dos nadadores.

## Outras piscinas
- Piscina curta (25 m) – semiolímpica